# Phoenicircus nigricollis
Phoenicircus nigricollis е вид птица от семейство Cotingidae.

## Разпространение
Видът е разпространен в Бразилия, Венецуела, Еквадор, Колумбия и Перу.